# ITunes Top 40
iTunes Top 40 was een programma dat van 2010 tot 2015 wekelijks werd uitgezonden door de Vlaamse radiozender Qmusic. Het gaf de luisteraars een overzicht van de meest verkochte muzieknummers via de Belgische iTunes Store op het moment van de uitzending. 
Het programma had aanvankelijk Peter Verhoeven als vaste presentator, in 2014 nam Elias Smekens het 
van hem over. Oorspronkelijk was de hitlijst een 'top 30', maar vanaf 8 september 2013 werd deze uitgebreid tot 40 nummers.

## iTunes Top 500 van 2013
Van 1 tot en met 4 januari 2014 zond Q-music de iTunes Top 500 van 2013 uit. De uitzending begon om 12 uur 's middags en liep door tot 21 uur in de avond en de presentator wisselde om de 3 uur.